# Bouhamdane
Bouhamdane est une commune de la wilaya de Guelma en Algérie.

## Démographie
Commune située à 40 kilomètres à l'ouest de la ville de Guelma, elle porte le nom de l'oued Bouhamdane qui l'arrose et qui se trouve l'une des sources de Seybouse. Elle est peuplée en majorité par des descendants de la tribu des Beni Foughal qui sont arrivés de l’ouest de la wilaya de Jijel à la fin du XVIIIe siècle.  

## Histoire
Ancienne commune mixte durant la période de l'occupation française, elle était très peuplée notamment à cause de son relief difficile où beaucoup d'Algériens fuyaient l'autorité coloniale. Durant la guerre de libération, elle fut l'un des fiefs des moudjahidines dans toute la région de Guelma et du Constantinois et fut le lieu de plusieurs batailles, dont la plus célèbre fut celle de Mermoura où le colonel Jeanpierre fut abattu avec une dizaine de soldats français et de moudjahidines.[réf. nécessaire]